# Nacional Atlético Clube
El Nacional Atlético Clube es un club de fútbol brasilero de la ciudad de São Paulo. Fue fundado en 1919 y juega en el Campeonato Paulista.